# Alex North
Pour les articles homonymes, voir North.
Alex North, nom de scène d'Isadore Soifer, est un compositeur américain de musiques de films né le 4 décembre 1910 à Chester en Pennsylvanie et mort le 8 septembre 1991 à Los Angeles (Californie).

## Biographie
Attiré par Elia Kazan à Hollywood alors qu'il travaille comme arrangeur pour orchestres, il va introduire des tendances nouvelles fondées sur le jazz et la dissonance.
Il est notamment connu pour son travail sur Un tramway nommé Désir, Spartacus et Cléopâtre.
Sa composition pour 2001, l'Odyssée de l'espace ne fut pas retenue par Stanley Kubrick.

## Filmographie

### Cinéma
- 1945 : A Better Tomorrow (court-métrage).

#### Années 1950
- 1951 : La Treizième Lettre (The 13th Letter) d'Otto Preminger
- 1951 : Un tramway nommé Désir (A Streetcar Named Desire) d'Elia Kazan
- 1951 : Mort d'un commis voyageur (Death of a Salesman) de László Benedek
- 1952 : Viva Zapata ! d'Elia Kazan
- 1952 : Les Misérables (La Vie de Jean Valjean) de Lewis Milestone
- 1952 : La Dernière Flèche de Joseph M. Newman
- 1952 : The Member of the Wedding de Fred Zinnemann
- 1953 : The American Road de George C. Stoney
- 1954 : Go, Man, Go! de James Wong Howe
- 1954 : Désirée d'Henry Koster
- 1955 : Le Cercle infernal (film, 1955) d'Henry Hathaway
- 1955 : L'Homme au fusil (Man with the Gun) de Richard Wilson
- 1955 : Prisons sans chaînes (Unchained) d'Hall Bartlett
- 1955 : La Rose tatouée (The Rose Tattoo) de Daniel Mann
- 1955 : Une femme en enfer (I'll Cry Tomorrow) de Daniel Mann
- 1956 : La Mauvaise Graine (The Bad Seed) de Mervyn LeRoy
- 1956 : Le Faiseur de pluie (The Rainmaker) de Joseph Anthony
- 1956 : Le Roi et Quatre Reines (The King and Four Queens) de Raoul Walsh
- 1957 : Four Girls in Town de Jack Sher
- 1957 : La Nuit des maris (The Bachelor Party) de Delbert Mann
- 1958 : Les Feux du théâtre (Stage Struck) de Sidney Lumet
- 1958 : South Seas Adventure de Francis D. Lyon, Walter Thompson, Carl Dudley, Richard Goldstone et Basil Wrangell
- 1958 : Vague de chaleur (Hot Spell) de Daniel Mann
- 1959 : Le Bruit et la Fureur (The Sound and the Fury) de Martin Ritt
- 1959 : L'Aventurier du Rio Grande (The Wonderful Country) de Robert Parrish

#### Années 1960
- 1960 : Spartacus de Stanley Kubrick
- 1961 : Les Désaxés (The Misfits) de John Huston
- 1961 : Sanctuaire (Sanctuary) de Tony Richardson
- 1961 : La Rumeur (The Children's Hour) de William Wyler
- 1962 : L'Ange de la violence (All Fall Down) de John Frankenheimer
- 1963 : Cléopâtre (Cleopatra) de Joseph L. Mankiewicz
- 1964 : Les Cheyennes (Cheyenne Autumn) de John Ford
- 1964 : L'Outrage (The Outrage) de Martin Ritt
- 1965 : L'Extase et l'Agonie (The Agony and the Ecstasy) de Carol Reed
- 1966 : Qui a peur de Virginia Woolf ? (Who's Afraid of Virginia Woolf ?) de Mike Nichols
- 1968 : La Brigade du diable (The Devil's Brigade) d'Andrew V. McLaglen
- 1968 : Les Souliers de saint Pierre (The Shoes of the Fisherman) de Michael Anderson
- 1968 : 2001, l'Odyssée de l'espace de Stanley Kubrick (non utilisée)
- 1969 : Hard Contract de S. Lee Pogostin
- 1969 : A Dream of Kings de Daniel Mann

#### Années 1970
- 1971 : Willard de Daniel Mann
- 1972 : Les Indésirables (Pocket Money) de Stuart Rosenberg
- 1974 : Once Upon a Scoundrel de George Schaefer
- 1974 : Shanks de William Castle
- 1975 : La Chevauchée sauvage (Bite the Bullet) de Richard Brooks
- 1975 : Le Voyage de la peur (en) (Journey Into Fear) de Daniel Mann
- 1976 : The Passover Plot de Michael Campus
- 1978 : Qui a tué mon cher mari? (Somebody Killed Her Husband) de Lamont Johnson
- 1979 : Le Malin (Wise Blood) de John Huston

#### Années 1980
- 1980 : Carny de Robert Kaylor
- 1981 : Le Dragon du lac de feu (Dragonslayer) de Matthew Robbins
- 1984 : Au-dessous du volcan (Under the Volcano) de John Huston
- 1985 : L'Honneur des Prizzi (Prizzi's Honor) de John Huston
- 1987 : Gens de Dublin (The Dead) de John Huston
- 1987 : Good Morning, Vietnam de Barry Levinson
- 1988 : The Penitent de Cliff Osmond

#### Années 1990
- 1991 : Le Cri du papillon (Poslední motýl) de Karel Kachyňa

### Télévision
- 1937 : The People of the Cumberland (documentaire)
- 1937 : China Strikes Back (documentaire)
- 1937 : Heart of Spain (documentaire)
- 1945 : Library of Congress (documentaire)
- 1950 : Your Show of Shows (en) (série télévisée)
- 1950 : The Billy Rose Show (série télévisée)
- 1955 : Gunsmoke (série télévisée)
- 1958 : 77 Sunset Strip (série télévisée)
- 1965 : F.D.R. (feuilleton TV)
- 1967 : Sfrica (TV)
- 1971 : L'Homme de la cité (The Man and the City) (série télévisée)
- 1976 : Le Riche et le Pauvre (Rich Man, Poor Man) (feuilleton TV)
- 1978 : The Word (feuilleton TV)
- 1982 : Sister, Sister (TV)
- 1985 : Mort d'un commis voyageur (TV)
- 1988 : John Huston and the Dubliners (documentaire)
- 2004 : The Copper Scroll of Mary Magdalene de Larry Buchanan et Tony Houston (documentaire)